# Yílmar Velásquez
Yílmar Andrés Velásquez Palacios (Apartadó, 21 agosto 1999) è un calciatore colombiano, difensore del Santa Fe.

## Carriera

### Club
Velázquez è cresciuto nel settore giovanile dell'Atlético Nacional dove ha esordito il 3 ottobre 2019 contro l'Alianza Petrolera in Categoría Primera A. Nel 2021 si è trasferito al Santa Fe dove ha trovato poco spazio giocando un solo incontro in due stagioni. Nel 2022 è stato ceduto in prestito al Deportivo Pereira dove si è ritagliato un ruolo da titolare ed ha vinto il torneo di Clausura 2022, il primo nella storia del club.
Il 7 maggio 2023 ha realizzato la sua prima rete in carriera nel 3-1 contro l'Independiente Medellín.

### Nazionale
Il 28 marzo 2023 ha ricevuto la prima convocazione con la nazionale colombiana in sostituzione dell'infortunato Jefferson Lerma. Ha debuttato il giorno seguente giocando da titolare l'amichevole contro gli Stati Uniti.

## Statistiche
Statistiche aggiornate al 30 giugno 2023.

### Presenze e reti nei club
| Stagione        | Squadra           | Campionato      | Campionato | Campionato | Coppe nazionali | Coppe nazionali | Coppe nazionali | Coppe continentali | Coppe continentali | Coppe continentali | Altre coppe | Altre coppe | Altre coppe | Totale | Totale | Totale |
| Stagione        | Squadra           | Comp            | Pres       | Reti       | Comp            | Pres            | Reti            | Comp               | Pres               | Reti               | Comp        | Pres        | Reti        | Pres   | Reti   |        |
| --------------- | ----------------- | --------------- | ---------- | ---------- | --------------- | --------------- | --------------- | ------------------ | ------------------ | ------------------ | ----------- | ----------- | ----------- | ------ | ------ | ------ |
| 2019            | Atlético Nacional | A               | 6          | 0          | CC              | 0               | 0               | CS                 | 0                  | 0                  |             | -           | -           | 6      | 0      |        |
| 2020            | Atlético Nacional | A               | 0          | 0          | CC              | 0               | 0               | CS                 | 0                  | 0                  |             | -           | -           | 0      | 0      |        |
| 2021            | Santa Fe          | A               | 0          | 0          | CC              | 0               | 0               |                    | -                  | -                  |             | -           | -           | 0      | 0      |        |
| 2022            | Santa Fe          | A               | 1          | 0          | CC              | 3               | 0               |                    | -                  | -                  |             | -           | -           | 4      | 0      |        |
| 2022            | Deportivo Pereira | A               | 24         | 0          | CC              | 0               | 0               |                    | -                  | -                  |             | -           | -           | 24     | 0      |        |
| 2023            | Deportivo Pereira | A               | 17         | 1          | CC              | 0               | 0               | CL                 | 6                  | 0                  | SC          | 1           | 0           | 24     | 1      |        |
| Totale carriera | Totale carriera   | Totale carriera | 48         | 1          |                 | 3               | 0               |                    | 6                  | 0                  |             | 1           | 0           | 58     | 1      |        |

### Cronologia presenze e reti in nazionale
| Cronologia completa delle presenze e delle reti in nazionale ― Colombia | Cronologia completa delle presenze e delle reti in nazionale ― Colombia | Cronologia completa delle presenze e delle reti in nazionale ― Colombia | Cronologia completa delle presenze e delle reti in nazionale ― Colombia | Cronologia completa delle presenze e delle reti in nazionale ― Colombia | Cronologia completa delle presenze e delle reti in nazionale ― Colombia | Cronologia completa delle presenze e delle reti in nazionale ― Colombia | Cronologia completa delle presenze e delle reti in nazionale ― Colombia |
| Data                                                                    | Città                                                                   | In casa                                                                 | Risultato                                                               | Ospiti                                                                  | Competizione                                                            | Reti                                                                    | Note                                                                    |
| ----------------------------------------------------------------------- | ----------------------------------------------------------------------- | ----------------------------------------------------------------------- | ----------------------------------------------------------------------- | ----------------------------------------------------------------------- | ----------------------------------------------------------------------- | ----------------------------------------------------------------------- | ----------------------------------------------------------------------- |
| 29-1-2023                                                               | Carson                                                                  | Stati Uniti                                                             | 0 – 0                                                                   | Colombia                                                                | Amichevole                                                              | -                                                                       | 4’ 83’                                                                  |
| Totale                                                                  |                                                                         | Presenze                                                                | 1                                                                       |                                                                         | Reti                                                                    | 0                                                                       |                                                                         |

## Palmarès

### Club

#### Competizioni nazionali
- Campionato colombiano: 1

Deportivo Pereira: 2022-II